# Pteridomyces lacteus
Pteridomyces lacteus är en svampart som beskrevs av Boidin, Lanq. & Gilles 1983. Pteridomyces lacteus ingår i släktet Pteridomyces och familjen Atheliaceae.   Inga underarter finns listade i Catalogue of Life.